# Xometitla
Xometitla är en ort i Mexiko.   Den ligger i kommunen Xochimilco och delstaten Distrito Federal, i den sydöstra delen av landet, 22 km söder om huvudstaden Mexico City. Xometitla ligger 2 363 meter över havet och antalet invånare är 456.
Terrängen runt Xometitla är kuperad åt sydväst, men åt nordost är den platt. Runt Xometitla är det mycket tätbefolkat, med 2 431 invånare per kvadratkilometer. Närmaste större samhälle är Iztapalapa, 14,9 km norr om Xometitla. I omgivningarna runt Xometitla växer huvudsakligen savannskog.